# Торонто Блу Джейс
„Торонто Блу Джейс“ е канадски бейзболен отбор. Джейс се състезават в Мейджър Лийг Бейзбол (МЛБ), като са част от Американската лига в източната дивизия. От 1989 година, отборът играе домакинските си двубои на Роджърс център в Торонто.
Името Блу Джейс (на английски: Blue Jays) произлиза от птицата със същото име сойка, a синия цвят (Blue) е традиционен за всички спортни отбори в града.
Отборът е създаден през 1977, при разширяването на МЛБ. Първите си мачове те играят на Ексибишън Стейдиъм. Блу Джейс е втория франчайз извън САЩ след Монтреал Експос. През 2005 година отбора се мести във Вашингтон и Джейс остава единствения отбор в МЛБ извън Щатите.
По време на пандемията от COVID-19, заради ограниченията за пътуване, сойките играят двубоите си в САЩ на Сален Фийлд в Бъфало, Ню Йорк през целия сезон 2020 и през юни и юли 2021. Отборът се завръща в Торонто на 30 юли 2021.
От сезон 1977 до 2023, Янките са с 49.9% победи с 3 687 победи, 3700 загуби и 3 равенства.

## Титли
- Шампиони на „Световните серии“: 1992, 1993